# Does This Look Infected?
Does This Look Infected? es el segundo álbum de estudio de la banda Sum 41. Fue lanzado el 26 de noviembre de 2002 por Island Records. Es el único álbum de la banda con el sticker de advertencia parental. Fue lanzado en 2 versiones, una versión explícita y otra limpia. La carátula del álbum muestra a Steve Jocz maquillado como zombi. La carátula fue escogida meses antes que el título. El lanzamiento del álbum casi fue retrasado debido a que los miembros de la banda no tenían un nombre para él en el momento. Deryck de repente pensó en el nombre Does This Look Infected?; a la banda le pareció graciosa la idea y lo escogieron como el título del álbum.
La versión sin editar incluye un DVD como bonus, "Cross the T's and Gouge Your I's". El DVD contiene material de la banda alter ego de Sum 41, "Pain for Pleasure", titulado "Reign in Pain", y varios graciosos segmentos como "Going Going Gonorrhea", "Campus Invasion" y "Pizza Heist and Other Crap". También se encuentra incluido en el DVD las canciones de Pain for Pleasure "Reign in Pain" y "WWVII Parts 1 & 2", Las canciones de Autopilot Off "Long Way to Fall" y "Nothing Frecuency", las canciones de No Warning "Short Fuse" y "Ill Blood" y algunos enlaces web. Se extrajeron cinco sencillos (Still Waiting, The Hell Song, No Brains, Hyper-Insomnia-Para-Condrioid y Over My Head)

## Lista de canciones
Todas las canciones escritas y compuestas por Sum 41.

| N.º   | Título                           | Duración |  |
| 1.    | «The Hell Song»                  | 3:18     |  |
| 2.    | «Over My Head (Better Off Dead)» | 2:29     |  |
| 3.    | «My Direction»                   | 2:02     |  |
| 4.    | «Still Waiting»                  | 2:38     |  |
| 5.    | «A.N.I.C.»                       | 0:37     |  |
| 6.    | «No Brains»                      | 2:46     |  |
| 7.    | «All Messed Up»                  | 2:44     |  |
| 8.    | «Mr. Amsterdam»                  | 2:56     |  |
| 9.    | «Thanks for Nothing»             | 3:04     |  |
| 10.   | «Hyper-Insomnia-Para-Condrioid»  | 2:32     |  |
| 11.   | «Billy Spleen»                   | 2:32     |  |
| 12.   | «Hooch»                          | 3:28     |  |
| 37:59 |                                  |          |  |

UK Bonus Track

| N.º | Título                                 | Duración |  |
| 13. | «Reign in Pain (Heavy Metal Jamboree)» | 2:55     |  |
| 14. | «WWVII Parts 1 & 2»                    | 5:09     |  |

## Participación
- Deryck Whibley: voz, guitarra.
- Dave Baksh: guitarra, coros.
- Cone McCaslin: bajo, coros.
- Steve Jocz: batería, percusión, coros.